# Frederick Morgan (Sportschütze)
Frederick „Freddie“ Hilton Morgan, MBE (* 30. Juni 1893 in Johannesburg; † 29. Juli 1980 in Bulawayo, Simbabwe) war ein südafrikanischer Sportschütze.

## Erfolge
Frederick Morgan nahm an den Olympischen Spielen 1920 in Antwerpen in sieben Disziplinen teil. Das Ergebnis seiner einzigen Einzel-Teilnahme ist unbekannt, während er mit der Mannschaft in den meisten der übrigen sechs Wettkämpfen den Wettbewerb im Mittelfeld aller Teilnehmer beendete. Eine Ausnahme bildete die Konkurrenz mit dem Armeegewehr im liegenden Anschlag über 600 m, bei dem die südafrikanische Mannschaft ebenso wie die US-amerikanische und die schwedische Mannschaft 287 Punkte erzielte, womit es zum Stechen um die drei Medaillenplätze kam. Morgan war mit 58 Punkten wie zwei weitere Mannschaftsmitglieder der zweitbeste Schütze der Mannschaft. In der ersten Runde des Stechens kamen die Schweden lediglich auf 275 Punkte, während die US-Amerikaner und die Südafrikaner mit 283 Punkten erneut punktgleich waren. Im zweiten Stechen setzte sich schließlich die US-amerikanische Mannschaft durch, die 284 Punkte erzielte. Der südafrikanischen Mannschaft gelangen lediglich 279 Punkte, sodass Morgan und seine Mannschaftskollegen Ferdinand Buchanan, David Smith, George Harvey und Robert Bodley die Silbermedaille gewannen.
Bis 1963 war er als Sportschütze aktiv und gewann in Südafrika und auch seiner neuen Wahlheimat Südrhodesien bzw. Rhodesien zahlreiche nationale Titel. Er begann daraufhin als Schießtrainer zu arbeiten. Im selben Jahr wurde er für seine Verdienste und Erfolge zum Member of the Order of the British Empire ernannt. Morgan vertrat Südrhodesien zudem auch international von 1922 bis 1923 beim Fußball und von 1923 bis 1924 beim Cricket. Auch als Motorradrennfahrer gelangen ihm nationale Titelgewinne in Südrhodesien. Sein Sohn Hilton spielte sowohl Hockey als auch Fußball für Rhodesien sowie Hockey für Südafrika. 1957 war Hilton Morgan Rhodesiens Sportler des Jahres.
Während des Ersten Weltkrieges diente Frederick Morgan im Witwatersrand Rifles Regiment.